# Fernando Cruz
Fernando da Conceição Cruz (født 12. august 1940 i Lissabon, Portugal) er en tidligere portugisisk fodboldspiller (venstre back).
Cruz spillede 11 sæsoner hos Lissabon-storklubben Benfica. Her var han en del af det historisk succesrige hold, der nåede hele fem finaler i Mesterholdenes Europa Cup op gennem 1960'erne, hvoraf de to blev vundet. Han var også med til at vinde intet mindre end otte portugisiske mesterskaber og tre pokaltitler med klubben. Han spillede i begge finalesejrene i Mesterholdenes Europa Cup, i 1961 mod FC Barcelona og i 1962 mod Real Madrid. Han afsluttede sin karriere med en sæson i fransk fodbold hos Paris Saint-Germain, der på daværende tidspunkt spillede i Ligue 2.
Cruz spillede, mellem 1955 og 1968, 11 kampe for Portugals landshold. Han var med i truppen, der vandt bronze ved VM i 1966 i England, men kom dog ikke på banen i turneringen.

## Titler
Primeira Liga
- 1960, 1961, 1963, 1964, 1965, 1967, 1968 og 1969 med Benfica

Taça de Portugal
- 1962, 1964 og 1969 med Benfica

Mesterholdenes Europa Cup
- 1961 og 1962 med Benfica